# Kurtoğlu, Gümüşhane
Kurtoğlu là một xã thuộc thành phố Gümüşhane, tỉnh Gümüşhane, Thổ Nhĩ Kỳ. Dân số thời điểm năm 2008 là 56 người.